# Crepis albida
Crepis albida es una planta de la familia de las asteráceas, una más de las múltiples especies de compuestas con pétalos amarillos.

## Descripción
Es una planta vivaz de unos 20-30 cm y tallos poco ramosos. Las hojas están casi sentadas, carecen de pelos glandulares aunque están cubiertas de un denso tomento blanquecino. Presenta un involucro grueso, de unos 2 cm de diámetro, con las brácteas ovado-lanceoladas, siendo las exteriores poco más largas que anchas. Tanto la corola como los aquenios que desarrolla posteriormente son amarillos. 
Forma vital: Hemicriptófito

## Distribución y hábitat
Se distribuye por el Mediterráneo occidental, En la península ibérica, Francia e Italia. Habita en suelos pedregosos, entre rocas y peñas. 

## Taxonomía
Crepis albida fue descrita por Dominique Villars y publicado en Transactions of the American Philosophical Society, new series 7: 437. 1841.
Citología
Número de cromosomas de Crepis albida (Fam. Compositae) y táxones infraespecíficos: 2n=10.
Etimología
Crepis: nombre genérico que deriva de las palabras griegas: 
krepis, que significa " zapatilla "o" sandalia ", posiblemente en referencia a la forma de la fruta.
albida: epíteto latíno que significa "de color blanco".
Variedades aceptadas
- Crepis albida subsp. asturica (Lacaita & Pau) Babc.
- Crepis albida subsp. grosii (Pau) Babc.
- Crepis albida subsp. macrocephala (Willk.) Babc.
- Crepis albida subsp. scorzoneroides (Rouy) Babc.

Sinonimia
- Barkhausia albida (Vill.) DC.
- Crepis asturica Lacaita & Pau
- Crepis grosii Pau[4]
- Barkhausia taraxacifolia Spreng.
- Crepis macrocephala DC.
- Crepis taraxacoides Pourr.
- Hieracioides albidum (Vill.) Kuntze
- Hypochaeris taraxacifolia Moench
- Hypochaeris taraxacoides Pourr. ex Steud.
- Lepicaune albida (Vill.) Lapeyr.
- Paleya albida (Vill.) Cass.
- Picridium albidum (Vill.) DC.
- Scorzonera orientalis Cav. ex Willk. & Lange
- Sonchus tomentosus Palau ex Willk. & Lange
- Zollikoferia granatensis Amo[8]

## Nombres comunes
- Castellano: achicorias, almidón, almirones, árnica, camarroja, camarrojas, flor de árnica, lechera.[4]